# Ministre d'Afers Exteriors i Comerç

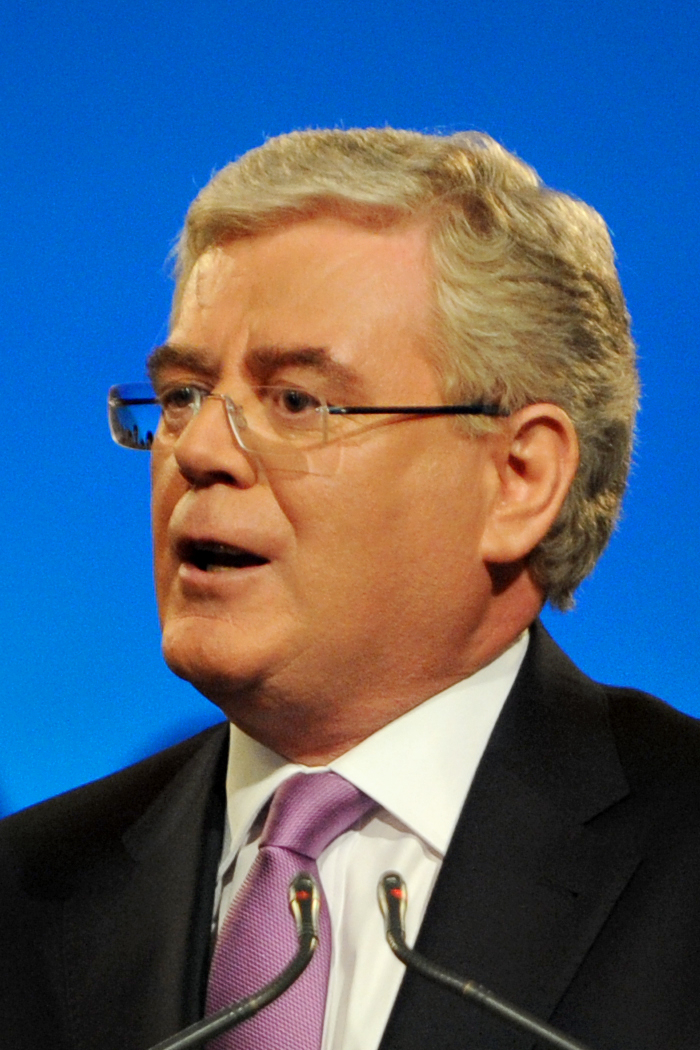
Eamon Gilmore

EL Ministre d'Afers Exteriors i Comerç (gaèlic irlandès An tAire Gnóthaí Eachtracha agus Trádála) és el principal ministre del Departament d'Afers Exteriors i Comerç al Govern d'Irlanda. La seu del ministre es troba a Iveagh House, a St Stephen's Green de Dublín; "Iveagh House" sovint és usat com a metònim de tot el departament. Del 1922 fins a 1971 la denominació del ministeri fou "Ministre d'Afers Exteriors".
L'actual ministre és el Tánaiste (vicecap de govern), Eamon Gilmore, TD. És assistit per:
- Joe Costello, TD – Ministre d'Estat per a Comerç i Desenvolupament
- Paschal Donohoe, TD – Ministre d'Estat per a Afers Europeus

## Descripció
El departament compta amb les següents divisions:
- Unitat de Finances - supervisa el control financer del departament.
- Divisió Anglo-Irlandesa - s'ocupa de les relacions angloirlandeses i amb Irlanda del Nord.
- Divisió Cultural - administra el Programa de Relacions Culturals de l'estat.
- Divisió de la Unió Europea - coordina les relacions de l'estat amb la Unió Europea (UE).
- Passaport i Divisió Consular - és responsable de l'expedició de passaports als ciutadans irlandesos.
- Divisió Política - és responsable de qüestions de política internacional i gestiona la participació de l'Estat en la Política Exterior de la UE i de la política de Seguretat.
- Divisió de Protocol - és responsable de l'organització i gestió de les visites de personalitats d'Estat i d'estades a l'estranger per part del president d'Irlanda.

El ministre té la responsabilitat de les relacions entre la República d'Irlanda i els Estats estrangers. El departament defineix el seu paper com 
 "El Departament d'Afers Exteriors i Comerç assessora al Ministre d'Afers Exteriors i Comerç, els ministres d'Estat i el Govern en tots els aspectes de la política exterior i coordina la resposta d'Irlanda als esdeveniments internacionals. També ofereix assessorament i suport en totes les qüestions relacionades amb la recerca de la pau, la cooperació i la reconciliació a Irlanda del Nord, i entre el Nord i el Sud de l'illa, i per aprofundir la relació d'Irlanda amb Gran Bretanya. " 

## Llista dels titulars de càrrecs

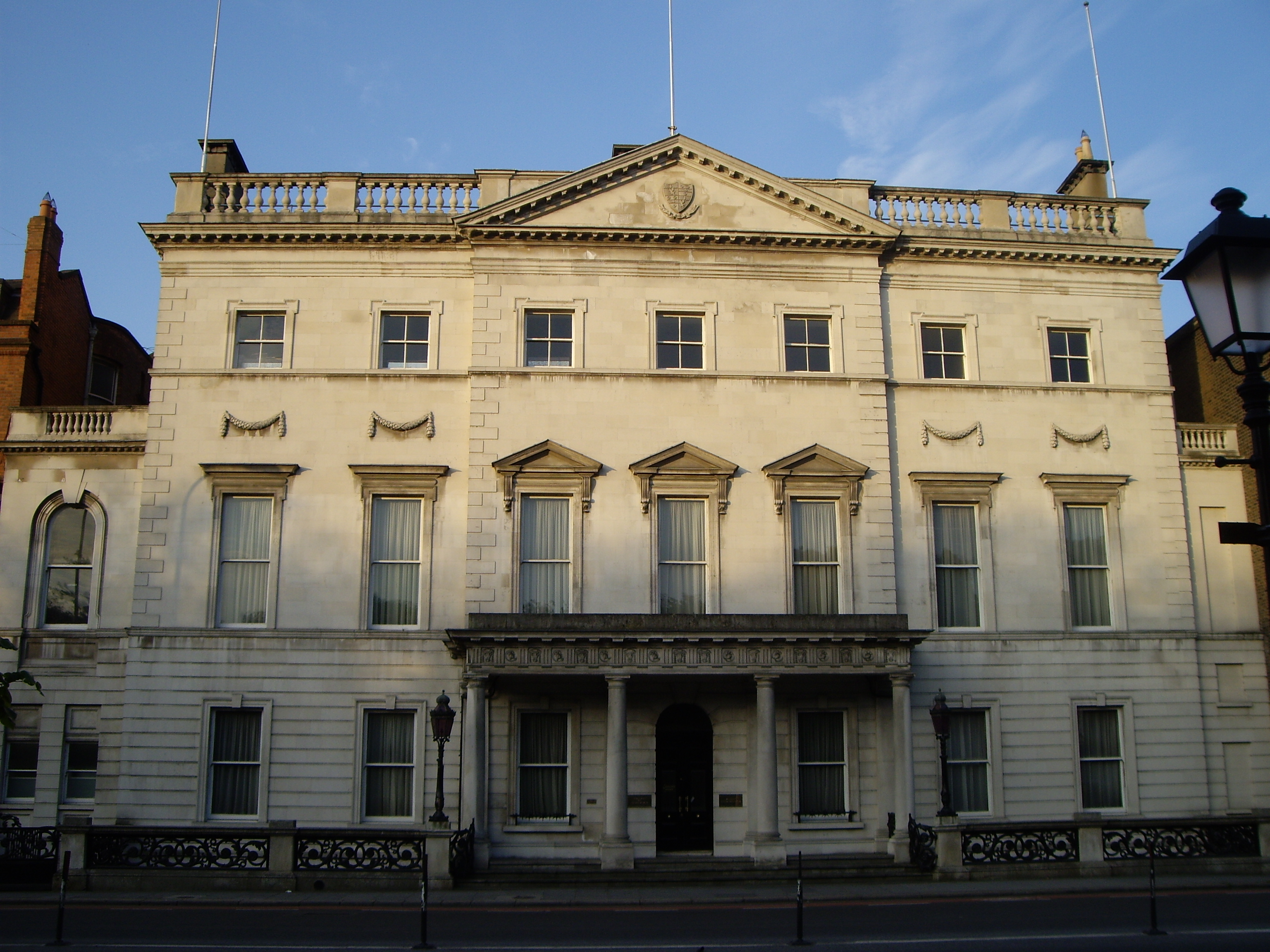
Iveagh House, Departament d'Afers Exteriors i Comerç, Irlanda

| Ministre d'Afers Exteriors 1919–1922             |                              |                        |                        |        |                      |
| Núm.                                             | Nom                          | Mandat                 | Mandat                 | Partit | Partit               |
| 1.                                               | George Noble Plunkett        | 22 de gener de 1919    | 26 d'agost de 1921     |        | Sinn Féin            |
| 2.                                               | Arthur Griffith (1r cop)     | 26 d'agost de 1921     | 9 de gener de 1922     |        | Sinn Féin            |
| 3.                                               | George Gavan Duffy           | 10 de gener de 1922    | 25 de juliol de 1922   |        | Pro-Treaty Sinn Féin |
|                                                  | Arthur Griffith (2n cop)     | 26 de juliol de 1922   | 12 d'agost de 1922     |        | Pro-Treaty Sinn Féin |
| 4.                                               | Michael Hayes                | 21 d'agost de 1922     | 9 de setembre de 1922  |        | Pro-Treaty Sinn Féin |
| Ministre d'Afers Externs 1922–1971               |                              |                        |                        |        |                      |
| Núm.                                             | Nom                          | Mandat                 | Mandat                 | Partit | Partit               |
| 5.                                               | Desmond FitzGerald           | 30 d'agost de 1922     | 23 de juny de 1927     |        | Cumann na nGaedheal  |
| 6.                                               | Kevin O'Higgins              | 23 de juny de 1927     | 10 de juliol de 1927   |        | Cumann na nGaedheal  |
| 7.                                               | William T. Cosgrave (interí) | 10 de juliol de 1927   | 11 d'octubre de 1927   |        | Cumann na nGaedheal  |
| 8.                                               | Patrick McGilligan           | 11 d'octubre de 1927   | 9 de març de 1932      |        | Cumann na nGaedheal  |
| 9.                                               | Éamon de Valera              | 9 de març de 1932      | 18 de febrer de 1948   |        | Fianna Fáil          |
| 10.                                              | Seán MacBride                | 18 de febrer de 1948   | 13 de juny de 1951     |        | Clann na Poblachta   |
| 11.                                              | Frank Aiken (1r cop)         | 13 de juny de 1951     | 2 de juny de 1954      |        | Fianna Fáil          |
| 12.                                              | Liam Cosgrave                | 2 de juny de 1954      | 20 de març de 1957     |        | Fine Gael            |
|                                                  | Frank Aiken (2n cop)         | 20 de març de 1957     | 2 de juliol de 1969    |        | Fianna Fáil          |
| 13.                                              | Patrick Hillery              | 2 de juliol de 1969    | 3 de març de 1971      |        | Fianna Fáil          |
| Ministre d'Afers Exteriors 1971-2011             |                              |                        |                        |        |                      |
| Núm.                                             | Nom                          | Mandat                 | Mandat                 | Partit | Partit               |
|                                                  | Patrick Hillery              | 3 de març de 1971      | 3 de gener de 1973     |        | Fianna Fáil          |
| 14.                                              | Brian Lenihan (1r cop)       | 3 de gener de 1973     | 14 de març de 1973     |        | Fianna Fáil          |
| 15.                                              | Garret FitzGerald            | 14 de març de 1973     | 5 de juliol de 1977    |        | Fine Gael            |
| 16.                                              | Michael O'Kennedy            | 5 de juliol de 1977    | 11 de desembre de 1979 |        | Fianna Fáil          |
|                                                  | Brian Lenihan (2n cop)       | 12 de desembre de 1979 | 30 de juny de 1981     |        | Fianna Fáil          |
| 17.                                              | John Kelly                   | 30 de juny de 1981     | 21 d'octubre de 1981   |        | Fine Gael            |
| 18.                                              | James Dooge                  | 21 d'octubre de 1981   | 9 de març de 1982      |        | Fine Gael            |
| 19.                                              | Gerry Collins (1r cop)       | 9 de març de 1982      | 14 de desembre de 1982 |        | Fianna Fáil          |
| 20.                                              | Peter Barry                  | 14 de desembre de 1982 | 10 de març de 1987     |        | Fine Gael            |
|                                                  | Brian Lenihan (3r cop)       | 10 de març de 1987     | 12 de juliol de 1989   |        | Fianna Fáil          |
|                                                  | Gerry Collins (2n cop)       | 12 de juliol de 1989   | 11 de febrer de 1992   |        | Fianna Fáil          |
| 21.                                              | David Andrews (1r cop)       | 11 de febrer de 1992   | 12 de gener de 1993    |        | Fianna Fáil          |
| 22.                                              | Dick Spring (1r cop)         | 12 de gener de 1993    | 17 de novembre de 1994 |        | Labour Party         |
| 23.                                              | Albert Reynolds (interí)     | 18 de novembre de 1994 | 15 de desembre de 1994 |        | Fianna Fáil          |
|                                                  | Dick Spring (2n cop)         | 15 de desembre de 1994 | 26 de juny de 1997     |        | Labour Party         |
| 24.                                              | Ray Burke                    | 26 de juny de 1997     | 7 d'octubre de 1997    |        | Fianna Fáil          |
|                                                  | David Andrews (2n cop)       | 8 d'octubre de 1997    | 27 de gener de 2000    |        | Fianna Fáil          |
| 25.                                              | Brian Cowen                  | 27 de gener de 2000    | 29 de setembre de 2004 |        | Fianna Fáil          |
| 26.                                              | Dermot Ahern                 | 29 de setembre de 2004 | 7 de maig de 2008      |        | Fianna Fáil          |
| 27.                                              | Micheál Martin               | 7 de maig de 2008      | 19 de gener de 2011    |        | Fianna Fáil          |
|                                                  | Brian Cowen (2n cop)         | 19 de gener de 2011    | 9 de març de 2011      |        | Fianna Fáil          |
| Ministre d'Afers Exteriors i Comerç 2011–present |                              |                        |                        |        |                      |
| Núm.                                             | Nom                          | Mandat                 | Mandat                 | Partit | Partit               |
| 28.                                              | Eamon Gilmore                | 9 de març de 2011      | en el càrrec           |        | Labour Party         |